# John Doherty (Fußballspieler)
John Herbert Doherty (* 12. März 1935 in Manchester; † 13. November 2007 in Heald Green) war ein englischer Fußballspieler. Als Teil der „Busby Babes“ von Manchester United gewann der Halbstürmer in der Saison 1955/56 die englische Meisterschaft. Aufgrund anhaltender Knieprobleme musste er jedoch seine Profilaufbahn bereits im Alter von 23 Jahren schon wieder beenden.

## Sportlicher Werdegang
Als Manchester Uniteds Trainer Matt Busby in den 1950er-Jahren seine Mannschaft mit zahlreichen Jugendspielern (bekannt als „Busby Babes“) umbaute, zählte neben Duncan Edwards, Bobby Charlton und Dennis Viollet auch der 1935 in Manchester geborene John Doherty dazu. Als talentierter Halbstürmer, der spielstark mit beiden Füßen war, wurde ihm eine im Vergleich zu den Genannten ähnliche Entwicklung prognostiziert, wobei ihm vor allem eine überdurchschnittliche Spielintelligenz zugesprochen wurde.
Begonnen hatte Doherty im Jahr 1950 seine Laufbahn bei Manchester United – obwohl im Kindesalter Manchester City sein Lieblingsklub gewesen war –, nachdem er zuvor in Schülerauswahlmannschaften von Manchester sowie der Grafschaft Lancashire gestanden hatte. Schnell gestaltete sich sein sportlicher Aufstieg und nach seinem 17. Geburtstag unterzeichnete er im März 1952 den ersten Profivertrag. Neun Monate später debütierte er am 6. Dezember 1952 gegen den FC Middlesbrough in der ersten Mannschaft. Obwohl Trainer Busby über einen leistungsstarken Kader verfügte, kam der junge Doherty, der mit einem gepflegten Passspiel und einem harten Schuss überzeugte, fortan regelmäßig zum Zug. Daneben gehörte er auch zu der Jugendauswahl des Vereins, die sich anschickte, den erstmals ausgetragenen FA Youth Cup zu gewinnen. Hier trug er wesentlich zum Einzug ins Halbfinale bei und als er dort das Rückspiel gegen den FC Brentford bestritt, erlitt er seine erste schwere Verletzung. Am Tag danach sollte er eigentlich seinen Pflichtdienst beim National Service antreten, der danach verschoben werden musste. Langsam gestalte sich danach sein Rehabilitationsprogramm und verspätet trat er seinen Dienst bei der Royal Air Force an. Parallel dazu hatte United den Iren Billy Whelan verpflichtet, der letztlich Doherty beim siegreichen Youth-Cup-Finale gegen die Wolverhampton Wanderers erfolgreich vertrat.
Dohertys Profikarriere schien bereits vorzeitig zu einem Ende gekommen sein, bevor er sich zunächst auf vorläufiger Basis im Herbst 1955 in der ersten Mannschaft zurückmeldete. Manchester United hatte sich in der Zwischenzeit zum aufregendsten Team im englischen Profifußball entwickelt und in der Saison 1955/56 gewannen die Busby Babes überlegen die nationale Meisterschaft. Doherty bestritt auf der rechten Halbposition mehr als ein Drittel der Ligaspiele, wodurch ihm eine offizielle Meistermedaille zugesprochen werden konnte. Seine sportlichen Ambitionen schienen wiederbelebt worden zu sein, aber erneute Komplikationen in seinem Knie sorgten dafür, dass diese einen weiteren Rückschlag erlitten – zumal sein Konkurrent Billy Whelan konstant gute Leistungen erbrachte. Doherty arbeitete hart an seiner Genesung und nach diversen Meinungsverschiedenheiten mit Trainer Busby wurde im Oktober 1957 ein Vereinswechsel zum Erstligaaufsteiger Leicester City für eine Ablösesumme von 6.500 Pfund durchgeführt. Anfänglich wusste Doherty bei den „Foxes“ zu gefallen, speziell im Zusammenspiel mit dem ebenfalls aus Manchester stammenden Johnny Morris. Zwei Monate später folgte dann aber die nächste Zwangspause und er musste sich im Krankenhaus zu einer weiteren seiner unzähligen Knieoperationen einfinden – dort erfuhr er auch von dem tragischen Flugzeugabsturz seiner Ex-Kollegen aus Manchester. Dieser Tragödie folgte nur wenig später seine persönliche Enttäuschung, als ihm offenbart wurde, dass er nie wieder Profifußball spielen könnte.
Fortan betätigte er sich als Spielertrainer in der Southern League bei Rugby Town. Als im Herbst 1958 Uniteds Kotrainer Jimmy Murphy Gespräche führte, neuer Cheftrainer beim FC Arsenal zu werden, plante dieser, Doherty zu seinem Assistenten zu machen. Letztlich obsiegte jedoch Murphys Loyalität zu seinem Chef Busby und so blieb Doherty als Amateurtrainer aktiv und betreute Klubs wie den FC Altrincham und Bangor City. Außerhalb des Fußballgeschäfts nahm er in den 1960er- und 1970er-Jahren diverse Tätigkeiten in der Finanzbranche wahr. Danach arbeitete er beim FC Burnley als Chefscout und später in der Versicherungs- und Sportwerbebranche. Er war Gründungsmitglied, lange Vorsitzender der Vereinigung der Ex-Spieler von Manchester United und treibende Kraft hinter dem Benefizspiel im Jahr 1998, das 40 Jahre nach dem Unglück von München Gelder für die Opfer und deren Hinterbliebene sammelte. Im Alter von 72 Jahren verstarb Cope am 13. November 2007 in Folge einer Lungenkrebserkrankung.

## Titel/Auszeichnungen
- Englische Meisterschaft (1): 1956